# العلاقات البنينية النيكاراغوية
العلاقات البنينية النيكاراغوية هي العلاقات الثنائية التي تجمع بين بنين ونيكاراغوا.

## مقارنة بين البلدين
هذه مقارنة عامة ومرجعية للدولتين:
| وجه المقارنة                                              | بنين            | نيكاراغوا        |
| --------------------------------------------------------- | --------------- | ---------------- |
| المساحة (كم2)                                             | 114.76 ألف      | 130.38 ألف       |
| عدد السكان (نسمة)                                         | 11.18 مليون     | 6.22 مليون       |
| الكثافة السكانية (ن./كم²)                                 | 97.42           | 47.71            |
| العاصمة                                                   | بورتو نوفو      | ماناغوا          |
| اللغة الرسمية                                             | لغة فرنسية      | اللغة الإسبانية  |
| العملة                                                    | فرنك غرب أفريقي | كوردبا نيكاراغوا |
| الناتج المحلي الإجمالي (بليون دولار)                      | 9.27 مليار      | 13.81 مليار      |
| الناتج المحلي الإجمالي (تعادل القوة الشرائية) بليون دولار | 22.38 مليار     | 31.63 مليار      |
| الناتج المحلي الإجمالي الاسمي للفرد دولار أمريكي          | 762             | 2.09 ألف         |
| الناتج المحلي الإجمالي للفرد دولار أمريكي                 | 2.03 ألف        | 4.92 ألف         |
| مؤشر التنمية البشرية                                      | 0.480           | 0.631            |
| رمز المكالمات الدولي                                      | +229            | +505             |
| رمز الإنترنت                                              | .bj             | .ni              |
| المنطقة الزمنية                                           | ت ع م+01:00     | 00               |

## منظمات دولية مشتركة
يشترك البلدان في عضوية مجموعة من المنظمات الدولية، منها:
| علم المنظمة | اسم المنظمة                               | تاريخ انضمام بنين | تاريخ انضمام نيكاراغوا |
| ----------- | ----------------------------------------- | ----------------- | ---------------------- |
|             | مؤسسة التنمية الدولية                     | 16 سبتمبر 1963    | 30 ديسمبر 1960         |
|             | يونسكو                                    | 18 أكتوبر 1960    | 22 فبراير 1952         |
|             | وكالة ضمان الاستثمار متعدد الأطراف        | 26 سبتمبر 1994    | 12 يونيو 1992          |
|             | الأمم المتحدة                             | 20 سبتمبر 1960    | 24 أكتوبر 1945         |
|             | الاتحاد البريدي العالمي                   | ?                 | ?                      |
|             | البنك الدولي للإنشاء والتعمير             | 10 يوليو 1963     | 14 مارس 1946           |
|             | الاتحاد الدولي للاتصالات                  | 1961              | 12 مايو 1926           |
|             | منظمة حظر الأسلحة الكيميائية              | ?                 | ?                      |
|             | مؤسسة التمويل الدولية                     | 5 فبراير 1987     | 20 يوليو 1956          |
|             | المركز الدولي لتسوية المنازعات الاستشارية | 14 أكتوبر 1966    | 19 أبريل 1995          |
|             | منظمة التجارة العالمية                    | ?                 | ?                      |
|             | منظمة الشرطة الجنائية الدولية             | ?                 | ?                      |

## وصلات خارجية
- موقع وزارة الخارجية البنينية
- موقع وزارة الخارجية النيكاراغوية